# Драфт НБА 1986
Драфт НБА 1986 року відбувся 17 червня в Нью-Йорку.

## Загальний огляд і наслідки
Цей драфт утримує рекорд за кількістю запропонованих гравців, які пізніше дебютували в НБА, 66.

### Проблеми з наркотиками і здоров'ям
Були різноманітні проблеми з наркотиками, які переслідували гравців, вибраних на драфті 1986. Найвідоміший випадок - смерть добре розрекламованого Лена Баяса. Він помер через два дні після того, як його під другим загальним номером обрав чинний тоді чемпіон Бостон Селтікс. Його смерть визначили як наслідок передозування після вживання кокаїну. Також проблеми з наркотиками завдали шкоди кар'єрам таких гравців, як: Кріс Вошберн, Рой Тарплі і Вільям Бедфорд.

### Успішні гравці, яких обрано в другому раунді
Багато гравців з першого раунду, булі нездатні себе проявити в лізі. Натомість у результаті другого раунду з'явилося декілька талановитих новачків. Денніс Родман пізніше став одним із провідних захисників і гравців на підбираннях в історії НБА, і в серпні 2011 року його обрано до Зали слави. Марк Прайс, Кевін Дакворт і Джефф Горнасек також мали успішні кар'єри і кожен взяв участь у Матчі всіх зірок. Джонні Ньюман, Нейт Макміллан і Девід Вінгейт мали довгі, продуктивні кар'єри як провідні гравці.

### Міжнародні гравці
На цьому драфті були представлені двоє визначних міжнародних гравців, кар'єри яких перервались через неприродні причини. Вибраний у третьому раунді Дражен Петрович вже ставав гравцем калібру Матчу всіх зірок, коли 1993 року загинув внаслідок автомобільної аварії. Згодом його обрали до Зали всіх зірок і Нейсміта і Зали всіх зірок FIBA. Другому з них, Арвідасу Сабонісу, не дозволяли грати в США через небезпечний політичний клімат у Радянському Союзі. Він виграв дві медалі Олімпійських ігор перед своїм прибуттям у НБА: золоту на Олімпійських іграх 1988 у складі збірної СРСР і бронзову на Олімпійських іграх 1992 у складі збірної Литви. Після розпаду СРСР 1991 року Сабоніс мав дуже успішну кар'єру в Європі і зрештою 1995 року приєднався до складу Портленд Трейл-Блейзерс. До того часу він вже втратив значну частину своєї рухливості через травми колінного і ахіллового сухожиль. Він завершив сезон другим у голосуваннях найкращого шостого гравця і новачка року; після завершення сезону 1995–1996 він виграв свою другу бронзову медаль у складі збірної Литви. У складі Портленда він зіграв сім сезонів, а потім повернувся на батьківщину в Литву, де й завершив кар'єру. 2010 року Сабоніса ввели в Залу слави FIBA, а 2011 року - в залу слави Нейсміта.

## Драфт
| РЗ | Розігруючий захисник | АЗ | Атакувальний захисник | ЛФ | Легкий форвард | ВФ | Важкий форвард | C | Центровий |

| ^ | Позначає гравців, обраних у Баскетбольну залу слави Нейсміта                                                        |
| * | Позначає гравців, які взяли участь принаймні в одній грі матчу всіх зірок НБА і потрапили до Збірної всіх зірок НБА |
| + | Позначає гравців, які взяли участь принаймні в одній грі матчу всіх зірок НБА                                       |
| x | Позначає гравців, які принаймні один раз потрапили до Збірної всіх зірок НБА                                        |
| # | Позначає гравців, які жодного разу не грали в регулярному сезоні НБА або плей-оф                                    |

| Раунд | Вибір | Гравець            | Позиція | Громадянство  | Команда НБА                                                   | Школа/Клуб                      |
| ----- | ----- | ------------------ | ------- | ------------- | ------------------------------------------------------------- | ------------------------------- |
| 1     | 1     | Бред Догерті*      | C       | США           | Клівленд Кавальєрс (від ЛА Кліпперс через Філадельфія)        | Північна Кароліна (Sr.)         |
| 1     | 2     | Лен Баяс#          | ЛФ      | США           | Бостон Селтікс (від Сіетл)                                    | Меріленд (Sr.)                  |
| 1     | 3     | Кріс Вошберн       | C       | США           | Голден-Стейт Ворріорс                                         | НК Стейт (So.)                  |
| 1     | 4     | Чак Персон         | ЛФ      | США           | Індіана Пейсерз                                               | Оберн (Sr.)                     |
| 1     | 5     | Кенні Вокер        | ЛФ      | США           | Нью-Йорк Нікс                                                 | Кентуккі (Sr.)                  |
| 1     | 6     | Вільям Бедфорд     | C       | США           | Фінікс Санз                                                   | Мемфіс Стейт (Jr.)              |
| 1     | 7     | Рой Тарплі         | C       | США           | Даллас Маверікс (від Клівленд)                                | Мічиган (Sr.)                   |
| 1     | 8     | Рон Гарпер         | ЛФ      | США           | Клівленд Кавальєрс *                                          | Miami (OH) (Sr.)                |
| 1     | 9     | Бред Селлерс       | C       | США           | Чикаго Буллз                                                  | Огайо Стейт (Sr.)               |
| 1     | 10    | Джонні Докінс      | РЗ      | США           | Сан-Антоніо Сперс                                             | Дьюк (Sr.)                      |
| 1     | 11    | Джон Саллі         | ВФ      | США           | Детройт Пістонс (від Сакраменто)                              | Джорджия Тек (Sr.)              |
| 1     | 12    | Джон Вільямс       | ВФ      | США           | Вашингтон Буллетс                                             | ЛСЮ (So.)                       |
| 1     | 13    | Двейн Вашингтон    | РЗ      | США           | Нью-Дже́рсі Нетс                                               | Сірак'юс (Sr.)                  |
| 1     | 14    | Волтер Беррі       | ЛФ/PF   | США           | Портленд Трейл-Блейзерс                                       | Сент Джонс (Sr.)                |
| 1     | 15    | Делл Каррі         | АЗ/SF   | США           | Юта Джаз                                                      | Вірджинія Тек (Sr.)             |
| 1     | 16    | Моріс Мартін       | ЛФ      | США           | Денвер Наггетс (від Даллас)                                   | Сейнт Джозефс (Sr.)             |
| 1     | 17    | Гарольд Пресслі    | ЛФ      | США           | Сакраменто Кінґс (від Детройт)                                | Вілланова (Sr.)                 |
| 1     | 18    | Марк Елері         | ВФ      | США           | Денвер Наггетс                                                | Дьюк (Sr.)                      |
| 1     | 19    | Біллі Томпсон      | ЛФ      | США           | Атланта Гокс                                                  | Луїсвілл (Sr.)                  |
| 1     | 20    | Бак Джонсон        | ЛФ      | США           | Х'юстон Рокетс                                                | Алабама (Sr.)                   |
| 1     | 21    | Ентоні Джоунс      | ЛФ      | США           | Вашингтон Буллетс (від Філадельфія)                           | УНВЛ (Sr.)                      |
| 1     | 22    | Скотт Скайлс       | РЗ      | США           | Мілвокі Бакс                                                  | Мічиган Стейт (Sr.)             |
| 1     | 23    | Кен Барлоу#        | ВФ      | США           | Лос-Анджелес Лейкерс                                          | Нотр-Дам (Sr.)                  |
| 1     | 24    | Арвідас Сабоніс^   | C       | СРСР ( Литва) | Портленд Трейл-Блейзерс (від Бостон через ЛА Кліпперс)        | Жальгіріс (СРСР)                |
| 2     | 25    | Марк Прайс*        | РЗ      | США           | Даллас Маверікс, обмінений у день драфту в Клівленд Кавальєрс | Джорджия Тек (Sr.)              |
| 2     | 26    | Грег Дрейлінг      | C       | США           | Індіана Пейсерз                                               | Канзас (Sr.)                    |
| 2     | 27    | Денніс Родман^     | ВФ      | США           | Детройт Пістонс                                               | Саутістерн Оклахома Стейт (Sr.) |
| 2     | 28    | Ларрі Кристковяк   | ВФ      | США           | Чикаго Буллз                                                  | Монтана (Sr.)                   |
| 2     | 29    | Джонні Ньюман      | ЛФ      | США           | Клівленд Кавальєрс                                            | Ричмонд (Sr.)                   |
| 2     | 30    | Нейт Макміллан     | РЗ      | США           | Сіетл Суперсонікс                                             | НК Стейт (Sr.)                  |
| 2     | 31    | Джо Ворд#          | ЛФ      | США           | Фінікс Санз                                                   | Джорджия (Sr.)                  |
| 2     | 32    | Седрік Гендерсон   | ВФ      | США           | Атланта Гокс                                                  | Джорджия (Sr.)                  |
| 2     | 33    | Кевін Дакворт+     | C       | США           | Сан-Антоніо Сперс                                             | Східний Іллінойс (Sr.)          |
| 2     | 34    | Джонні Роджерс     | ВФ      | Іспанія       | Сакраменто Кінґс                                              | УК Ірвайн (Sr.)                 |
| 2     | 35    | Мілт Вагнер        | АЗ      | США           | Даллас Маверікс                                               | Луїсвілл (Sr.)                  |
| 2     | 36    | Стів Мітчелл#      | РЗ      | США           | Вашингтон Буллетс                                             | УАБ (Sr.)                       |
| 2     | 37    | Панайотіс Фасулас# | C       | Греція        | Портленд Трейл-Блейзерс                                       | НК Стейт (Sr.)                  |
| 2     | 38    | Лемоні Ламплі#     | C       | США           | Сіетл Суперсонікс                                             | Де Пол (Sr.)                    |
| 2     | 39    | Рафаель Аддісон    | ЛФ      | США           | Фінікс Санз                                                   | Сірак'юс (Sr.)                  |
| 2     | 40    | Августо Бінеллі#   | C       | Італія        | Атланта Гокс                                                  | Віртус Болонья (Італія)         |
| 2     | 41    | Отіс Сміт          | АЗ      | США           | Денвер Наггетс                                                | Джексонвілл (Sr.)               |
| 2     | 42    | Рон Келлог#        | ЛФ      | США           | Атланта Гокс                                                  | Канзас (Sr.)                    |
| 2     | 43    | Дейв Фейтл         | C       | США           | Х'юстон Рокетс                                                | УТЕП (Sr.)                      |
| 2     | 44    | Девід Вінгейт      | АЗ      | США           | Філадельфія Севенті-Сіксерс                                   | Джорджтаун (Sr.)                |
| 2     | 45    | Кіт Сміт           | РЗ      | США           | Мілвокі Бакс                                                  | Лойола Мерімаунт (Sr.)          |
| 2     | 46    | Джефф Горнасек+    | АЗ      | США           | Фінікс Санз                                                   | Айова Стейт (Sr.)               |
| 2     | 47    | Майкл Джексон      | РЗ      | США           | Нью-Йорк Нікс                                                 | Джорджтаун (Sr.)                |

### Помітні гравці, вибрані після другого раунду
Цих гравців на драфті НБА 1986 вибрали після другого раунду, але вони зіграли в НБА принаймні одну гру.
| Раунд | Вибір | Гравець          | Позиція | Громадянство          | Команда НБА                 | Коледж/Клуб               |
| ----- | ----- | ---------------- | ------- | --------------------- | --------------------------- | ------------------------- |
| 3     | 48    | Форрест Маккензі | ЛФ      | США                   | Сан-Антоніо Сперс           | Лойола Мерімаунт (Sr.)    |
| 3     | 50    | Кевін Гендерсон  | РЗ      | США                   | Клівленд Кавальєрс          | Кал Стейт Фуллертон (Sr.) |
| 3     | 51    | Майк Вільямс     | ВФ/SF   | США                   | Голден-Стейт Ворріорс       | Бредлі (Sr.)              |
| 3     | 52    | Рікі Вілсон      | РЗ      | США                   | Чикаго Буллз                | Джордж Мейсон (Sr.)       |
| 3     | 53    | Тод Мерфі        | ВФ      | США                   | Сіетл Суперсонікс           | УК Ірвайн (Sr.)           |
| 3     | 54    | Двейн Полі       | АЗ      | США                   | Лос-Анджелес Кліпперс       | Пеппердайн (Sr.)          |
| 3     | 55    | Кенні Гаттісон   | ВФ      | США                   | Фінікс Санз                 | Олд Домініон (Sr.)        |
| 3     | 57    | Брюс Даглас      | АЗ      | США                   | Сакраменто Кінґс            | Іллінойс (Sr.)            |
| 3     | 58    | Девід Гендерсон  | РЗ      | США                   | Вашингтон Буллетс           | Дьюк (Sr.)                |
| 3     | 59    | Венделл Алексіс  | ВФ      | США                   | Голден-Стейт Ворріорс       | Сірак'юс (Sr.)            |
| 3     | 60    | Дражен Петрович^ | SG      | Югославія ( Хорватія) | Портленд Трейл-Блейзерс     | Цибона (Югославія)        |
| 3     | 61    | Джон Шаскі       | C       | США                   | Юта Джаз                    | Міннесота (Sr.)           |
| 3     | 65    | Дейв Гоппен      | C       | США                   | Атланта Гокс                | Небраска (Sr.)            |
| 3     | 66    | Ентоні Боуі      | АЗ      | США                   | Х'юстон Рокетс              | Оклахома (Sr.)            |
| 3     | 67    | Рон Роуен        | АЗ      | США                   | Філадельфія Севенті-Сіксерс | Сент Джонс (Sr.)          |
| 3     | 69    | Андре Тернер     | РЗ      | США                   | Лос-Анджелес Лейкерс        | Мемфіс Стейт (Sr.)        |
| 3     | 70    | Джим Лес         | РЗ      | США                   | Атланта Гокс                | Бредлі (Sr.)              |
| 4     | 74    | Скотт Мінтс      | ВФ      | США                   | Чикаго Буллз                | Іллінойс (Sr.)            |
| 4     | 77    | Грант Гондрезік  | АЗ      | США                   | Фінікс Санз                 | Пеппердайн (Sr.)          |
| 4     | 85    | Майрон Джексон   | РЗ      | США                   | Даллас Маверікс             | Літл-Рок (Sr.)            |
| 4     | 89    | Коннер Генрі     | АЗ      | США                   | Х'юстон Рокетс              | УК в Санта-Барбарі (Sr.)  |
| 5     | 95    | Річард Реллфорт  | ЛФ      | США                   | Індіана Пейсерз             | Мічиган (Sr.)             |
| 5     | 97    | Клінтон Сміт     | АЗ      | США                   | Голден-Стейт Ворріорс       | Клівленд Стейт (Sr.)      |
| 5     | 99    | Домінік Пресслі  | РЗ      | США                   | Сіетл Суперсонікс           | Бостонський коледж (Sr.)  |
| 5     | 100   | Стеффонд Джонсон | ВФ      | США                   | Лос-Анджелес Кліпперс       | Сан-Дієго Стейт (Sr.)     |
| 6     | 120   | Піт Маєрс        | G/SF    | США                   | Чикаго Буллз                | Літл-Рок (Sr.)            |
| 6     | 122   | Кертіс Кітчен    | ВФ      | США                   | Сіетл Суперсонікс           | Південна Флорида (Sr.)    |
| 6     | 124   | Тім Кемптон      | ВФ      | США                   | Лос-Анджелес Кліпперс       | Нотр-Дам (Sr.)            |
| 6     | 133   | Ентоні Фредерік  | ЛФ      | США                   | Денвер Наггетс              | Пеппердайн (Sr.)          |
| 6     | 134   | Олександр Волков | C       | СРСР ( Україна)       | Атланта Гокс                | Будівельник Київ (USSR)   |

1. ↑  Громадянство означає національну збірну гравця, або яку країну він представляє. Якщо гравець не грав на міжнародному рівні, тоді цей пункт означає за збірну якої країни він може грати за правилами FIBA.

* компенсація за вибори на драфті, які передав Тед Степ'єн

## Помітні гравці, яких не задрафтовано
Цих гравців не вибрала жодна з команд на драфті НБА 1986, але вони зіграли в НБА принаймні одну гру.
| Гравець          | Позиція | Громадянство          | Школа/Клуб             |
| ---------------- | ------- | --------------------- | ---------------------- |
| Роберт Роуз      | SG      | США                   | Джордж Мейсон (Sr.)    |
| Андре Спенсер    | SF      | США                   | Північна Аризона (Sr.) |
| Келвін Апшо      | SG      | США                   | Юта (Sr.)              |
| Стойко Вранкович | C       | Югославія ( Хорватія) | Задар (Хорватія)       |